# 잠재적 부양률

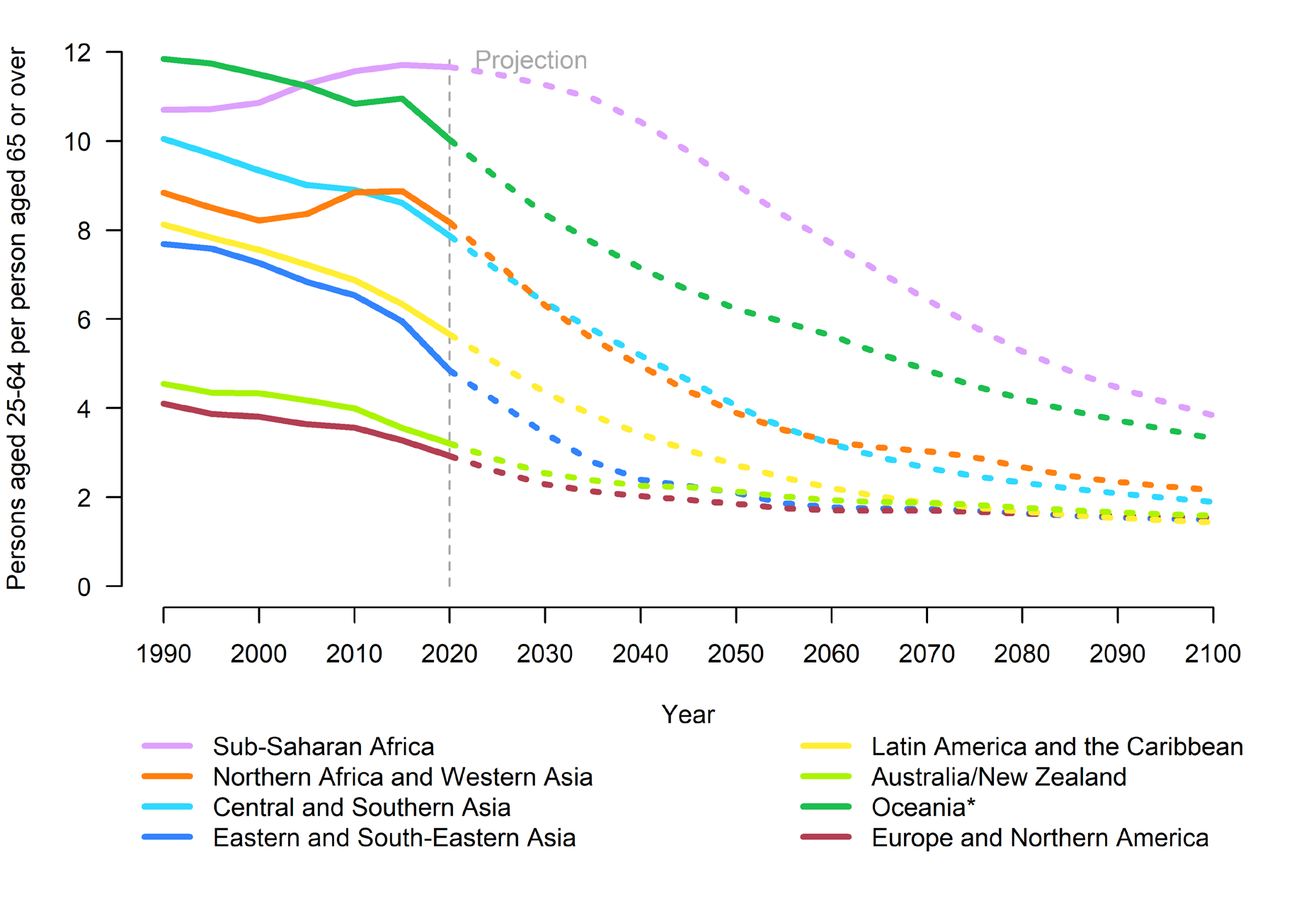
1990-2100 지역별로 나타낸 노인(65세 이상) 1인당 부양 가능한 노동 인구(25~64세) 비율 그래프. 2020년부터는 예측치에 해당함.

잠재적 인구 부양률(Potential support ratio)은 65세 이상 노인 1명을 부양할 수 있는 노동 인구(25~64세) 비율을 뜻한다. 숫자가 높을수록 노인 부담이 낮은 것이고, 낮을 수록 노인 부담이 높다는 것을 뜻한다. 2019년 기준, 사하라 이남 아프리카 지역이 노인 1명당 11.7명으로 가장 높았고, 호주 및 뉴질랜드를 제외한 오세아니아 지역이 10.2명, 중동 및 북아프리카 지역이 8.3명, 중앙아시아 및 남아시아 지역이 8.0명, 라틴 아메리카 및 카리브해 지역이 5.8명, 동아시아 및 동남아시아 지역이 5.0명, 호주 및 뉴질랜드 지역이 3.3명, 유럽 및 북아메리카 지역이 3.0명 순으로 낮았으며, 국가 단위로는 일본이 1.8명으로 전 세계에서 가장 낮았다.

## 같이 보기
- 부양비